# فورستی

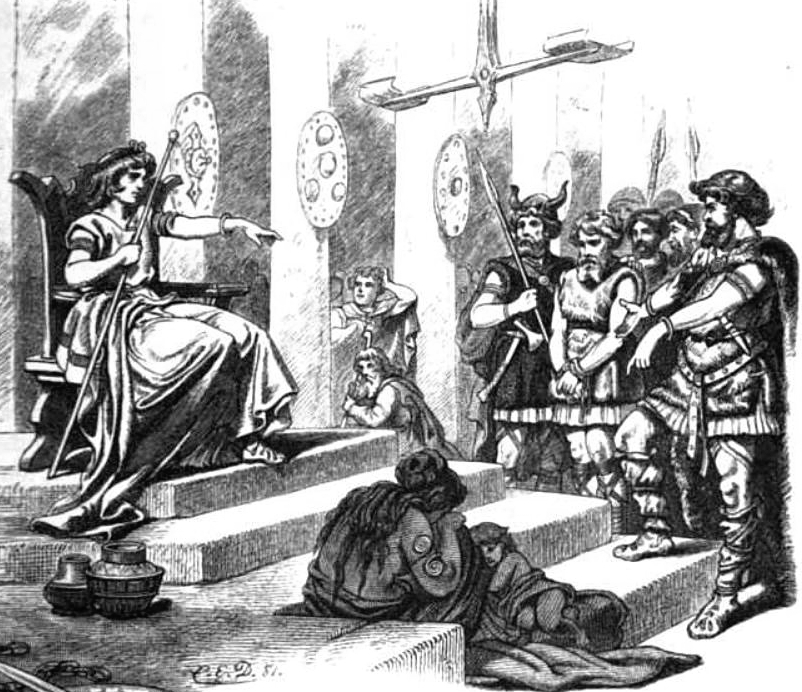
فورستی، در حال داوری (۱۸۸۱)

فورستی در اساطیر اسکاندیناوی، خدای عدالت، میانجی‌گری و صلح بود. او فرزند ایزد روشنایی بالدر و همسرش نانا بود. فورستی در قصری زیبا به نام گلیتنیر فرمانروایی می‌کرد، که به عنوان محلی برای اجرای قانون و عدالت، که تمام اختلافات در آنجا حل و فصل می‌شدند، به شمار می‌رفت. گلیتنیر دارای سقفی نقره‌گون بود که بوسیله ستون‌هایی زرین نگهداری می‌شد و انعکاس نور بر روی آن‌ها از دوردست‌ها قابل مشاهده بود. مردمانی از قوم‌های مختلف برای حل مشکلاتشان به گلیتنیر می‌آمدند، و گفته شده هیچ کس از قضاوت فورستی، ناراضی آنجا را ترک نکرده است.
فورستی با ایزد توتُن‌ها فوسیت قابل قیاس است که در هلیگولند پرستش می‌شد. احتمالأ در زمان‌های گذشته، فورستی دارای زیارتگاهی نزدیک به چشمه‌ای در جزیره‌ای بین دانمارک و فریسیا، که بر طبق منابع قدیمی، هلیگولند نامیده می‌شد، بوده است.